# ماسیمینو
ماسیمینو (به ایتالیایی: Massimino) یک کومونه در ایتالیا است که در استان ساونا واقع شده‌است.

## خصوصیات
ماسیمینو ۷٫۷ کیلومترمربع مساحت و ۱۳۰ نفر جمعیت دارد و ۵۴۰ متر بالاتر از سطح دریا واقع شده‌است.